# (60183) Falcone
(60183) Falcone ist ein Asteroid des äußeren Hauptgürtels, der am 5. November 1999 vom italienischen Astronomen Matteo Santangelo am Osservatorio Astronomico di Monte Agliale (IAU-Code 159) in Borgo a Mozzano entdeckt wurde.
Der Asteroid ist Mitglied der Koronis-Familie, einer Gruppe von Asteroiden, die nach (158) Koronis benannt ist. Die zeitlosen (nichtoskulierenden) Bahnelemente von (60183) Falcone sind fast identisch mit denjenigen des größeren Asteroiden (8751) Nigricollis und der kleineren Asteroiden (150597) 2000 WA140, (168386) 1997 SR23, (201818) 2003 YJ19, (229264) 2005 AR31 und (239418) 2007 TY93. Der Größenvergleich geht alleine von der Absoluten Helligkeit aus, da die Durchmesser der Himmelskörper nicht bekannt sind.
Der mittlere Durchmesser von (601383) Falcone wurde grob mit 3,247 (±0,653) km berechnet, die Albedo mit 0,139 (±0,042).
Der Asteroid wurde am 30. März 2010 nach Giovanni Falcone (1939–1992) benannt, einem italienischen Juristen, der als Symbolfigur des Kampfes gegen die organisierte Kriminalität auf Sizilien gilt. Die Benennung sollte in Erinnerung an Falcones 20. Todestag erfolgen, die Anerkennung der Benennung durch die Internationale Astronomische Union (IAU) erfolgte jedoch schneller als erwartet. Giovanni Falcone war am 23. Mai 1992 mit seiner Ehefrau und drei Leibwächtern in Sizilien durch ein Sprengstoffattentat getötet worden.